# Diversidad sexual en Camerún
La diversidad sexual en Camerún se enfrenta a ciertos desafíos legales y sociales no experimentados por otros residentes. Camerún es un país africano que cuenta con una situación restrictiva respecto a los derechos y la situación social del colectivo LGBT. Las prácticas sexuales consentidas entre adultos del mismo sexo, independientemente de si son hombres o mujeres, han sido declaradas ilegales en el país desde 1965.
La homosexualidad es considerada mayoritariamente como una enfermedad importada de Occidente y quien manifiesta públicamente su orientación sufre consecuencias como el repudio, la expulsión de la comunidad, vejaciones o la exposición al escarnio público a través de medios de comunicación. Los homosexuales en Camerún viven escondidos por miedo al hostigamiento o a que se cumplan las amenazas de daños físicos o de la muerte.

## Legislación sobre relaciones homosexuales
Alessia Valenza en su informe sobre la situación de la homosexualidad en Camerún publicado por ILGA el 12 de noviembre de 2013 señala: "La homofobia es endémica en Camerún, donde la homosexualidad está tipificada como delito por el artículo 347 bis del Código Penal". Los actos sexuales entre personas del mismo sexo están prohibidos por la sección 347-1 del Código Penal con una pena de 6 meses hasta 5 años de prisión y una multa de 20.000 a 200.000 francos.
En 2009 se divulgó que el presidente de Camerún, Paul Biya, tenía previsto despenalizar la homosexualidad el 10 de diciembre del mismo año coincidiendo con el 61 aniversario de la Declaración Universal de los Derechos Humanos. Una campaña organizada por la entidad Prodhop and Alternatives Cameroon congregó más de 10.000 apoyos entre amplios sectores de la población. Sin embargo dicho anuncio no se llevó a cabo.
Durante los últimos años se han incrementado las actitudes homofóbicas hacia las personas LGBT y las violaciones de los derechos humanos. En ocasiones las promueve la población en general y en otras las autoridades públicas incluyendo la policía. Existe hostigamiento contra personas LGBT (o aquellas percibidas como tales) y hacia sus familias, así como de quienes los asisten. También se han constatado amenazas de muerte, arrestos arbitrarios, encarcelamientos, juicios injustos, robos, un incendio premeditado con pérdida de datos confidenciales, convocatorias públicas por parte de líderes religiosos para hostigar a personas LGBT que obtienen reflejo en los medios, tortura y recientemente el asesinato, probablemente motivado por la homofobia, del periodista y activista LGTB Eric Ohena Lembembe.
La revista The Advocate estimó en 2011 que al menos una docena de hombres fueron arrestados bajo la Sección 347. Uno de ellos, Jean-Claude Roger Mbédé, fue arrestado por las fuerzas de seguridad por enviar mensajes SMS a un conocido y sentenciado a tres años de prisión en la Prisión Central de Kondengui. La sentencia fue contestada por organizaciones internacionales de derechos humanos, incluidas Human Rights Watch y Amnistía Internacional que lo nombró preso de conciencia. El 24 de noviembre de 2011 tres jóvenes fueron condenados a cinco años de prisión y una multa de 200.000 francos por mantener relaciones sexuales orales en un automóvil estacionado. Los jóvenes rechazaron las acusaciones indicando que el motivo real por su arresto era su apariencia "demasiado femenina".
En noviembre de 2011 un tribunal camerunés condenó a dos hombres jóvenes, arrestados en el exterior de un club nocturno por su apariencia y comportamiento, a cinco años de prisión. El juez que presidía declaró que la forma en que hablaban, el hecho de llevar ropa de mujer y consumir crema de licor eran evidencias suficientes de su homosexualidad. Posteriormente un tribunal de apelaciones anuló el veredicto.

## Peticiones de Asilo
La FELGTB denunció en abril de 2015 el caso de Christelle Nangdou una mujer camerunesa perseguida en su país por su condición de lesbiana, que se encontraba retenida en el aeropuerto, contaba con una orden de expulsión y no recibía asilo por parte del Gobierno de España. Tras una campaña realizada en change.org, que recabó más de 45.000 firmas, un informe favorable de ACNUR y amplia repercusión en medios de comunicación, el Presidente del Gobierno de España Mariano Rajoy afirmó que la situación se resolvería otorgándole un permiso excepcional para entrar en el país por "razones humanitarias".

## Sociedad
Camerún es, en líneas generales, una sociedad conservadora en la que la homosexualidad está mal vista. En 2006 varios periódicos realizaron una amplia campaña de outing revelando los nombres de, al menos, 50 personas influyentes a quienes tacharon de homosexuales. A raíz de esa publicación se dieron varios casos de condenas por "comportamiento desviado". Esos artículos impulsaron la venta de periódicos pero recibieron las críticas del Consejo de Comunicación Estatal por invadir la privacidad de las personas. La campaña provocó un debate nacional sobre los derechos de los homosexuales y la privacidad.

### Organizaciones No Gubernamentales
Existe en España una ONG africana que defiende los derechos LGBTI de los inmigrantes: Día-Día África Libertad. Integrada por personas procedentes de diversos países africanos su labor consiste en la lucha por los derechos LGBTI y visibilizar a los africanos que, tras integrarse en la sociedad española, viven en un segundo armario.

"“Hay mujeres africanas en España que optan por decir que son bisexuales aunque sean lesbianas, porque es una forma de protegerse de la discriminación del resto de negros”
Danielle Nicole MBoume, asociación Día-Día África Libertad (Diario El Confidencial, 2017) 

En Camerún existen varias ONG en defensa de los derechos LGBT, como Alternatives-Cameroun, Affirmative Action, Humanity First Cameroon o ADEFHO, aunque los voluntarios y trabajadores indican reiteradamente que deben tomarse medidas drásticas para asegurar el funcionamiento de las organizaciones que luchan por los derechos humanos y para proteger a los mismos activistas que las conforman.

"La falta de seguridad de todos los actores involucrados en la defensa de los derechos de los homosexuales es preocupante. (...) El 1 de julio, señalamos en un comunicado firmado conjuntamente con Human Rights Watch y otras cinco organizaciones en Camerún, los ataques de Yaundé y Douala y recomendamos que estos delincuentes sean juzgados ya que sus actos privan a muchos cameruneses de su atención médica, como es el caso de la destrucción de Centro de Acceso a Douala"
Serge Douomong Yotta, Director Ejecutivo de Affirmative Action (2013) 